# Zhuque-3
Zhuque-3 ou ZQ-3 (du chinois : 朱雀二号, pinyin : zhūquè èr hào, en français : Oiseau vermillon 3 ou Phénix 3) est un lanceur chinois lourd partiellement réutilisable et développé par la société chinoise LandSpace dont le premier vol est planifié pour 2025. 

## Contexte / Historique
La société LandSpace fait partie de la dizaine de start-up chinoises, telles que iSpace et OneSpace, qui se sont lancées sur le marché du lancement commercial au milieu de la décennie 2010. Elle est la première à tenter de lancer un satellite en orbite en septembre 2018 avec son lanceur Zhuque-1 utilisant des étages à propergol solide fournis par le constructeur national CASC. À la suite de l'échec de ce vol, elle développe complètement en interne, moteurs compris, Zhuque-2 un lanceur beaucoup plus ambitieux (6 tonnes en orbite basse) dont le premier vol orbital réussi a eu lieu en 2023 devenant ainsi la première fusée opérationnelle tous pays confondus à utiliser le méthane liquide comme ergol. La société prévoit la mise au point pour 2025 d'un lanceur partiellement réutilisable, Zhuque-3, capable de placer plus de 20 tonnes en orbite et reprenant l'architecture du lanceur Falcon 9 de SpaceX. Landspace annonce un prix de lancement du kilogramme en orbite basse de 2800 US$ et une fréquence de lancement au minimum mensuelle à compter de 2026. 

## Caractéristiques techniques
Zhuque-3 est une fusée de deux étages qui est haute de 76,6 mètres pour un diamètre de 4,5 mètres. Sa masse au décollage est de 660 tonnes. Son premier étage, qui est réutilisable jusqu'à 20 fois, est propulsé par 9 moteurs-fusées à ergols liquides Tianque 12B brûlant un mélange de méthane liquide et d'oxygène liquide. Ces moteurs développés par LandSpace sont une version améliorée du moteur-fusée utilisé par le lanceur Zhuque-2. La poussée au décollage est de 900 tonnes. Le deuxième étage est propulsé par un moteur-fusée Tianque 15B. La structure est réalisée en acier inoxydable. Le lanceur peut placer en orbite basse 21,3 tonnes dans sa version non réutilisable, 18,3 t lorsque le premier étage est récupéré sur une barge et 12,5 t lorsque le premier étage est récupéré sur le pas de tir. La coiffe a un diamètre de 5,2 mètres. Comme le lanceur SpaceX, le premier étage revient au sol en utilisant des volets orientables et sa propulsion et il se pose en position verticale en s'aidant d'un train d'atterrissage déployé peu avant d'atteindre le sol,.

## Comparaison
| Caractéristique       | Zhuque-3                                                                 | Falcon 9 1.2+                                                            | Longue Marche 5B           | Tianlong 3       | Pallas-1H       | Hyperbola 3     |
| --------------------- | ------------------------------------------------------------------------ | ------------------------------------------------------------------------ | -------------------------- | ---------------- | --------------- | --------------- |
| Société               | LandSpace                                                                | SpaceX                                                                   | CALT                       | Space Pioneer    | Galactic Energy | iSpace          |
| Date mise en service  | 2025                                                                     | 2018                                                                     | 2020                       | 2024             |                 |                 |
| Réutilisation         | Partielle                                                                | Partielle                                                                | Non                        | Partielle        | Partielle       | Non             |
| Capacité orbite basse | non réutilisable : 21,3 t. retour barge 18,3 t. retour à la base 13,5 t. | non réutilisable : 22,8 t. retour barge 18,4 t. retour à la base 13,1 t. | 23 t.                      | 17 t.            | 15 t.           | 13,4 t.         |
| Étages                | 2                                                                        | 2                                                                        | 1,5                        | 2                |                 |                 |
| Hauteur x diamètre    | 76,6 m. ∅ 4,5 m.                                                         | 70,1 m. ∅ 3,66 m.                                                        | 53,7 m. ∅ 5 m.             | 71 m. ∅ 3,8 m.   |                 |                 |
| Diamètre coiffe       | ∅ 5,2 m.                                                                 | ∅ 5,2 m.                                                                 | ∅ 5,2 m.                   | 4,2 m. x 12 m.   |                 |                 |
| Masse                 | 660 t.                                                                   | 595 t.                                                                   | 837,5 t.                   | 590 t.           |                 | 490 t.          |
| Ergols                | Méthane/Oxygène                                                          | Kérosène/Oxygène                                                         | Kérosène/Oxygène/hydrogène | Kérosène/Oxygène |                 | Méthane/Oxygène |
| Structure             | Acier inoxydable                                                         | Aluminium                                                                | Aluminium                  |                  |                 |                 |